# Elisa Di Francisca
Elisa Di Francisca (née le 13 décembre 1982 à Jesi) est une escrimeuse italienne, pratiquant le fleuret. En 2012, elle obtient le titre olympique, en devançant ses compatriotes Arianna Errigo et Valentina Vezzali, avec lesquelles elle obtient le titre par équipe quelques jours plus tard.

## Biographie
Originaire de Jesi, comme les championnes Valentina Vezzali et Giovanna Trillini, Elisa Di Francisca débute l'escrime avec Me Enzo Triccoli. Aujourd'hui elle est entraînée par Me Stefano Cerioni, un champion olympique de Jesi.
En 2010, elle devient championne du monde individuelle à Paris. En 2012, pour sa première participation aux Jeux, elle obtient le titre olympique à Londres, devant ses compatriotes, en remportant la demi-finale et la finale à la minute supplémentaire. En 2016, elle monte sur la deuxième marche du podium aux Jeux olympiques de 2016 à l'issue de la compétition au fleuret. En marge du podium, elle arbore un drapeau européen et dédie sa médaille aux victimes des attentats de Paris et Bruxelles,.
En juin 2019, elle remporte son 5e titre continental individuel après une interruption de deux ans due à la naissance de son fils, lors des Championnats d'Europe à Düsseldorf.

## Palmarès
- Jeux olympiques
  -  Championne olympique aux Jeux olympiques d'été de 2012 à Londres
  -  Championne olympique par équipe aux Jeux olympiques d'été de 2012 à Londres
  -  Médaille d'argent aux Jeux olympiques d'été de 2016 à Rio de Janeiro

- Championnats du monde d'escrime
  -  Médaille d'or par équipes en 2004 à New York
  -  Médaille d'or par équipes en 2009 à Antalya
  -  Médaille d'or en 2010 à Paris
  -  Médaille d'or par équipes en 2010 à Paris
  -  Médaille d'or par équipes en 2013 à Budapest
  -  Médaille d'or par équipes en 2014 à Kazan
  -  Médaille d'or par équipes en 2015 à Moscou
  -  Médaille d'argent par équipes en 2006 à Turin
  -  Médaille d'argent par équipes en 2011 à Catane
  -  Médaille d'argent par équipes en 2016 à Rio de Janeiro
  -  Médaille d'argent en 2011 à Catane
  -  Médaille de bronze en 2009 à Antalya
  -  Médaille de bronze en 2013 à Budapest

- Coupe du monde d'escrime
  -  Médaille de bronze au tournoi d'escrime de Marseille 2006
  -  Médaille d'or au tournoi d'escrime de Marseille 2010
  -  Médaille de bronze au tournoi d'escrime de Marseille 2014

- Championnats d'Europe d'escrime
  -  Médaille d'or par équipes en 2005 à Zalaegerszeg
  -  Médaille d'or par équipes en 2009 à Plovdiv
  -  Médaille d'or par équipes en 2010 à Leipzig
  -  Médaille d'or en 2011 à Sheffield
  -  Médaille d'or par équipes en 2011 à Sheffield
  -  Médaille d'or par équipes en 2012 à Legnano
  -  Médaille d'or en 2013 à Zagreb
  -  Médaille d'or par équipes en 2013 à Zagreb
  -  Médaille d'or en 2014 à Strasbourg
  -  Médaille d'or par équipes en 2014 à Strasbourg
  -  Médaille d'or en 2015 à Montreux
  -  Médaille d'or par équipes en 2015 à Montreux
  -  Médaille d'argent en 2006 à Izmir
  -  Médaille d'argent par équipes en 2016 à Toruń
  -  Médaille de bronze par équipes en 2004 à Copenhague
  -  Médaille de bronze en 2010 à Leipzig
  -  Médaille d’or en 2019 à Düsseldorf
- Jeux méditerranéens
  -  Médaille d'or en 2013 à Mersin